# E44 (Pennsylvania Railroad)
PRR E44 — модель электровоза, выпускавшаяся американской компанией «General Electric» по заказу Пенсильванской железной дороги (PRR). Всего в 1960—1963 было выпущено 66 локомотивов (заводские номера 4400-4465) трёх модификаций.
E44 был выпущен по заказу PRR для грузовых поездов. Выпускавшиеся в 1934—1943 GG1 оставались на ходу и удовлетворяли требованиям компании, но весь парк (139 единиц) был задействован на пассажирском сообщении. Тем временем, соседняя Нью-Хейвенская дорога успешно эксплуатировала грузовые электровозы E33 мощностью 4400 л.с., и PRR обратилась к их производителю, General Electric, за выпуском новой серии. Первые 22 машины по заказу 1959 представляли собой те же E33 c увеличенной до 5000 л.с. мощностью. Внешне Е33 и Е44 различались только пантографами; в остальном это были те же Е33, прозванные «кирпичами». Е44 оказался способен тянуть на 50 % больше грузовых вагонов чем его предшественник, электровоз Е5а, при этом требуя более низких эксплуатационных расходов. Изредка, они использовались и на пассажирских линиях (там, где этому не препятствовало конструкционное ограничение скорости до 70 миль в час).
В 1976 парк Е44 перешёл от PRR к Conrail, a в 1980-х к Amtrak. После сокращения грузовых перевозок Amtrak, не имея средств на приобретение новых локомотивов для пассажирских поездов, использовал на них Е44. Однако эксплуатационные расходы оказались неприемлемо высоки, и все Е44 пошли на слом, за исключением единственного № 502 (заводской № 4465 - последний в серии). Сохранившийся экземпляр с 1991 года выставлен в собрании Пенсильванского железнодорожного музея (город Нортумберленд), в чёрной раскраске PRR образца 1963 года - таким, каким он вышел с завода.